# Lesina (Itàlia)
Lesina és un municipi italià de la província de Foggia, a la regió de la Pulla. El seu territori forma part del Parc Nacional del Gargano. Era ja conegut a l'antiguitat amb el nom d'Alexina.

## Localització
Lesina està situada al nord de la província de Foggia i el seu territori limita amb els següents municipis: San Paolo di Civitate, San Nicandro Gargànico i Serra Capriola; mentre que a l'est limita amb la mar Adriàtica.

## Geografia
El municipi de Lesina està situat en una plana (5 msnm) al nord d'una zona muntanyenca i costanera anomenada el Gargano. Encara que aquesta àrea està formada principalment per roques sedimentàries, calcàries i dolomítiques, que es van formar durant el Cretaci i el Juràssic, el territori de Lesina es diferencia per posseir un aflorament de roques volcàniques que es van originar en el Triàsic i que són més visibles en un indret anomenat Punta delle Pietre Nere.
Dins del territori municipal es troba un llac d'aigua salada, el llac de Lesina, separat de la mar Adriàtica per un bancal de sorra, però també comunicat amb aquesta mar a través de dos canals: l'Acquarotta i el Schiapparo.
Cap a l'interior el territori està travessat pel riu Fortore

## Economia
L'activitat principal a Lesina és la pesca. Al seu llac sempre han abundat les anguiles, va ser la base de l'alimentació dels seus ciutadans durant segles i també les han pescat per a vendre en altres pobles de la rodalia. A Lesina encara roman la tradició de menjar aquest peix per Nadal. Però també hi ha altres espècies de peix: llobarro, orada, llenguado nassut i llissa llobarrera.
Una altra activitat important és el turisme, que ha portat a la creació d'albergs i campings, sobretot a la zona anomenada Marina di Lesina, on van els amants dels espais naturals, ja que al llac només està permès accedir a peu o en bicicleta. Malgrat tot, la taxa de desocupació és superior a la provincial.

## Història
Lesina, era coneguda a l'antiguitat pels grecs que li deien Αλεξίνη (Alexina). També era coneguda pels romans com a ciutat fortificada (Lesina munita).
En aquell temps la ciutat es va veure afectada pels terratrèmols i les inundacions de la mar, i la seva població delmada per la malària.
Al segle vii, molts ciutadans procedents de la veïna Lucèria, que havia estat destruïda per l'emperador Constant II es van refugiar a Lesina juntament amb el seu bisbe. Durant l'edat mitjana la ciutat va continuar augmentant en nombre d'habitants perquè va continuar arribant gent de l'altra banda de l'Adriatic, sobretot de l'illa de Lesina, territori de Dalmàcia. Tenien una muralla que els protegia dels atacs de pirates i sarraïns.
En caure l'imperi romà, els longobards van dividir el ducat de Benevento en 34 comtats, un dels quals va ser Lesina.
Al Cronicon Volturnense de Leone Ostiense, es diu que Grimoaldo, príncep de Benevento en els dominis del qual estava Lesina, la va donar el 788 a Teodomare, abat de Montecassino, amb dret de pesca al llac. En aquell temps la pesca era tan abundant que feien conserves en sal per vendre a altres ciutats.
En un altre document de l'any 1010 el comte Gualtieri, feia restituir als monjos de Montecassino la pesca al llac, el molí del riu Lauro i l'església de Sant Pere.
En el Catàleg dels Barons, llistat d'homes que van acompanyar Guillem II de Sicília a Terra Santa, està el nom de Loffredo, comte de Lesina, qui el 1164 va donar a Leonate, abat del Monestir de Sant Climent de Casauria les terres de Lesina i el llac. El 1269, va estar sota el govern dels Anjou, Carles I, però el seu fill Carles II el va tornar a la Regia Curia fins que Carles III de Nàpols li va deixar en herència al seu fill Ladislau i aquest el va retornar Margarida la vídua de Carles III. Aquesta el va traspassar, amb llei del 6 novembre el 1411, a l'"Orfanotrofio della Casa Santa dell'Annunziata Ave Gratia Plena" de Nàpols, la gestió de la qual era competència del Banc "Ave Gratia Plena", fins que el 1717 va fer fallida. Lesina fou adquirida el 1751, en subhasta per un dels creditors del banc, Placido Imperiale, marquès de Sant'Angelo. El 1811 el marquès va dividir el llac, una part per a ús privat i l'altra per als pescadors de Lesina, la separació es va fer amb una línia de 50 troncs.
El 1898 es va projectar el canal de l'Acquarotta, amb l'esperança que això ajudès a minvar els casos de paludisme, i les obres van començar a l'abril del 1901. Es van fer servir pedres de la pedrera de Rione.
El 1911, la majoria dels homes de la ciutat estaven treballant en una obra pública, però un desacord amb l'encarregat va portar a un acomiadament massiu i els van substituir per altres treballadors. En passar els dies, la fam es va apoderar dels expulsats, els quals es van presentar enrabiats al lloc de les obres. L'alcalde va demanar la presència dels carabinieri per posar pau, però el resultat va ser mombrosos morts i ferits. Actualment hi ha una pedra commemorativa amb la inscripció dels noms dels defallits.
El 1965 la ciutat va servir d'escenari al director de cinema Elio Piccon, per al documental l'Antimiracolo, amb el qual va guanyar un guardó a la 26a Mostra de Venècia.

## Organització
Lesina està dividida administrativament en 4 districtes: Marina di Lesina, Gargano Blu, Ripalta i Torre Mileto.
Al districte de Ripalta hi ha dues construccions antigues d'importància: el castell del mateix nom amb l'església annexa i l'abadia. Aquesta part del municipi, ara exclusivament agrícola, era el nucli de Lesina en l'època medieval, i es creu que l'indret anomenat "Ansa della Rivolta", abans conegut com a "Rivolta della Galera", probablement era en l'època romana el port fluvial de Civitate (la ciutat construïda durant l'època romana d'Orient sobre les restes de Teanum Apulum). L'església de Santa Maria de Ripalta és del Cister i, com a tots els assentaments d'aquesta naturalesa, es va prestar especial atenció a la cura de la terra, la infraestructura hidràulica per al reg i la ramaderia, en particular bous i búfals. Curiosament, el 1309, els monjos van ser enviats a Lucera per la construcció de la catedral, quedant les terres de Lesina mig abandonades. Un desastrós terratrèmol el 1627 va causar el col·lapse d'una part de l'església, que va ser reconstruïda a principis del segle xviii pels monjos Celestins. El 1806, quan l'Orde dels Celestins, va ser suprimida, Gioacchino Murat va donar Ripalta al seu ministre de la policia, qui la va transmetre com a dot a les seves filles. Els propietaris actuals d'aquest monument són els hereus de la família Galante de Nàpols. Actualment el castell està deshabitat, a excepció d'uns pocs agricultors que hi treballen. El nom del lloc es deu a la seva ubicació al llarg de la ribera alta del Fortore.

## Llocs d'interès cultural
- La Catedral, construïda entre 1828 - 1837 i dedicada als sants màrtirs.[11]
- L'antic Palau bisbal, lloc de refugi per als bisbes contraris a l'emperador Constant II l'any 663.[12]
- El Museu del llac de Lesina, que té 14 aquaris[13] i una exposició arqueològica.[14]

## Demografia
L'evolució demogràfica en el període del 1861 al 1891 va anar en augment i a partir sembla haver-se estancat i fins i tot tendir lleugerament a la disminució. Segons les dades estadístiques del 2010 la població estrangera era de 335 persones, el 178,78% de nacionalitat romanesa.